# Wecker (Biwer)

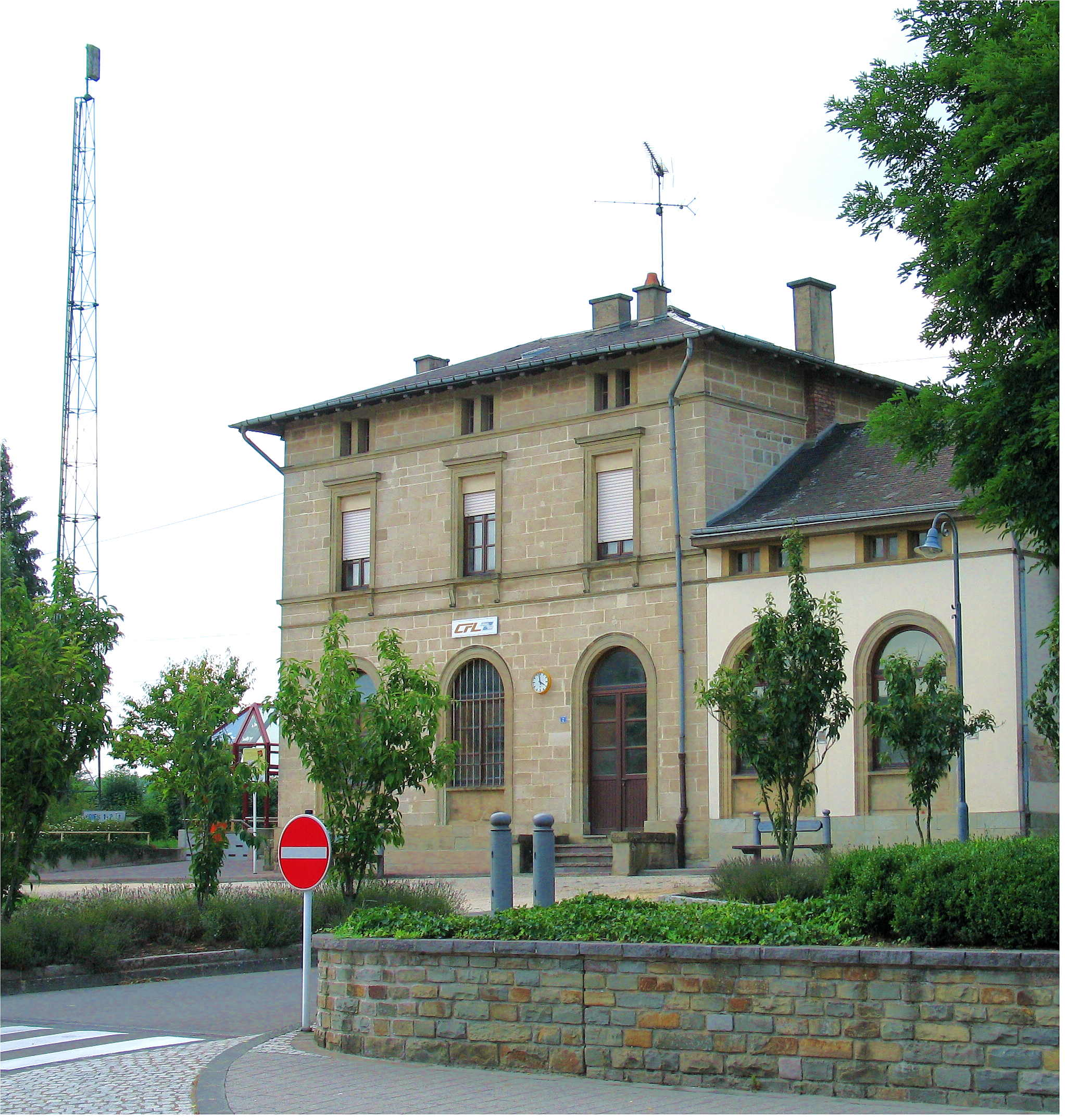
Bahnhof

Wecker (luxemburgisch Weckerⓘ) ist eine Ortschaft der Gemeinde Biwer in Luxemburg mit 226 Einwohnern (Stand: 2022).

## Lage
Wecker liegt am Fluss Syr und am Biwerbaach (Bieberbach). Die Eisenbahnstrecke Luxemburg (Stadt)–Wasserbillig führt durch den Ort, in dem ein Bahnhof (Gare Wecker) existiert.

## Ortsbild
In Wecker steht eine 1875 im neogotischen Stil erbaute Kirche. Sie verfügt über vier Glocken im Kirchturm.
Die Fabrikanten und Dichter André Duchscher und Max Duchscher liegen in Wecker begraben.
Größter Arbeitgeber ist die Werkzeugfabrik Proxxon S.A.